# Brjagowo (obwód Chaskowo)
Brjagowo (bułg. Брягово) – wieś w południowej Bułgarii, w obwodzie Chaskowo, w gminie Chaskowo. Według danych Narodowego Instytutu Statystycznego w Bułgarii, 31 grudnia 2011 roku wieś liczyła 458 mieszkańców.
Wioska znajduje się na drodze E-80 między Chaskowem a Charmanli.